# Cascadas Mutarazi
Las cascadas Mutarazi son unos saltos de agua situados en Zimbabue. Con 772 metros de altura, son las cascadas más altas del país, las segundas más altas de África y las sextas más altas del mundo.
Las cascadas Mutarazi se encuentran en la provincia de Manicalandia, en la parte oriental de Zimbabue, situadas a 200 km al este de la capital, Harare.

## Descripción
Las cascadas Mutarazi están formadas por dos saltos de agua; el salto más alto tiene 479 metros de altura, y entre los dos saltos suman 772 metros. La cascada mide 15 metros de ancho y se encuentra a 1719 metros sobre el nivel del mar.
Se encuentran en el parque nacional de las Cascadas Mutarazi, en la cordillera oriental (Eastern Highlands) de Zimbabue.

## Entorno
Las cascadas se encuentran rodeadas de colinas, pero hay montañas en las cercanías. El punto más elevado alrededor de las cascadas es de 1829 metros sobre el nivel del mar, situado a 1,2 km al oeste de las cascadas.
La densidad de población alrededor de las cascadas de Mutarazi es de 72 h/km².
La vegetación alrededor de las cascadas es de tipo sabana.